# Union douanière
Une union douanière est un accord commercial régional dont les États membres ont adopté une politique commerciale commune vis-à-vis des États tiers. Cette politique commerciale commune définit des tarifs extérieurs communs, mais aussi la redistribution des recettes douanières entre États, voire des politiques de coopération économique.
Une union douanière résulte souvent de l'approfondissement d'une zone de libre échange (laquelle ne définit pas de tarif extérieur commun).
L'union douanière est dérogatoire à la clause de la nation la plus favorisée. Elle est pourtant autorisée par les accords de l'OMC. Le développement du libre-échange à une échelle régionale est en effet censé ouvrir la voie à un libre-échange au niveau mondial.
Tout accord de marché commun et d'Union économique et monétaire comprend une union douanière.

## Liste
Les principales unions douanières sont :
- Union douanière de l'Union européenne
  - EU - Turquie
  - EU - Saint Marin
  - EU - Andorre
- Union économique eurasiatique
- Mercosur
- Communauté d'Afrique de l'Est
- Communauté économique et monétaire de l'Afrique centrale
- Conseil de coopération du Golfe
- Union douanière d'Afrique australe
- Union économique et monétaire ouest-africaine
- Israël - Territoires palestiniens (depuis 1994)
- Suisse - Liechtenstein (depuis 1924)